# Karl Florentin zu Salm

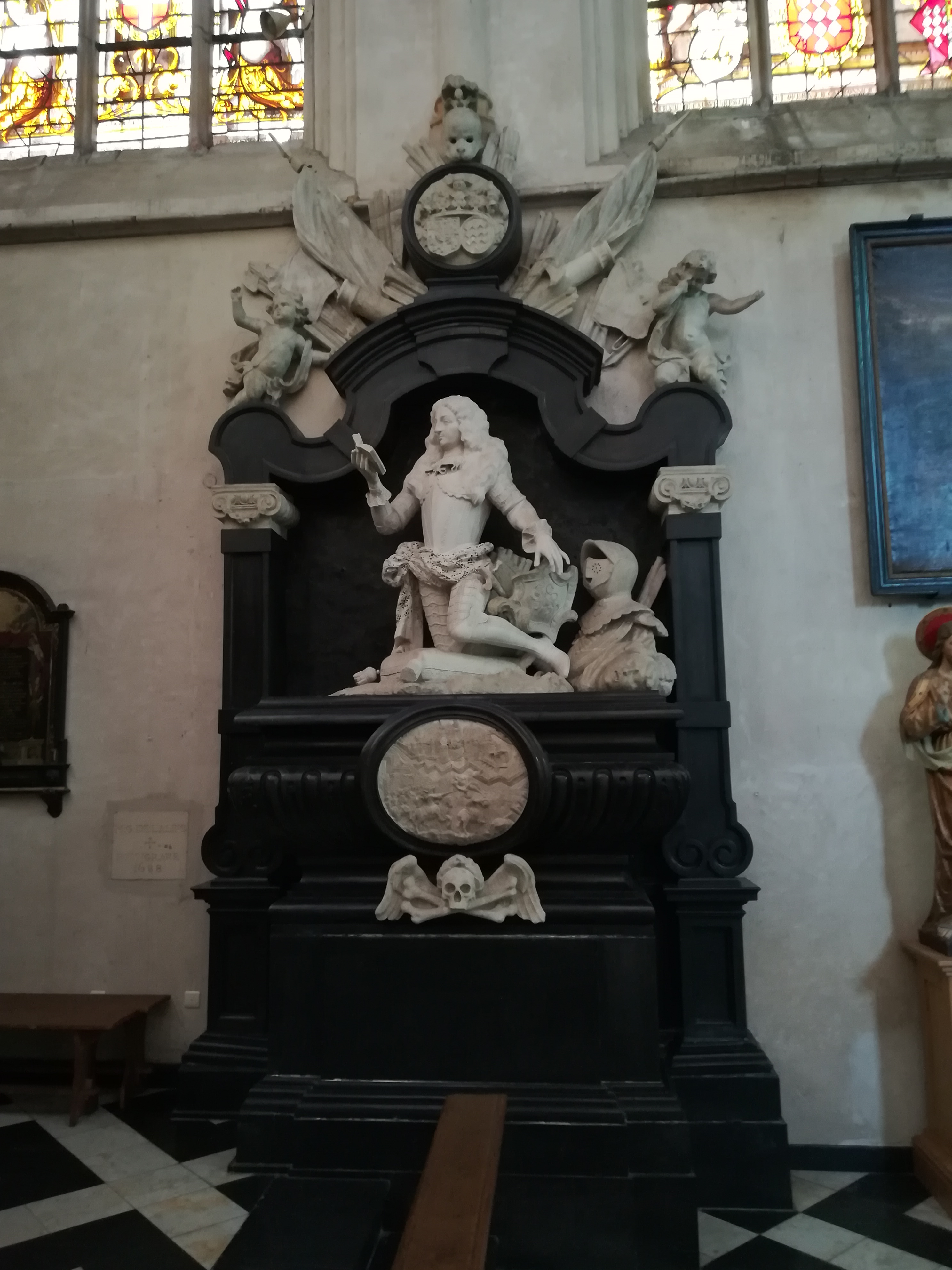
Grabmal von Karl Florentin zu Salm in der Katharinenkirche von Hoogstraten, Belgien

Karl Florentin zu Salm, Wild- und Rheingraf zu Dhaun-Neufville (* 14. Januar 1638; † 4. September 1676 in Pietersheim bei Lanaken), war ein Infanteriegeneral und Gesandter der Republik der Sieben Vereinigten Provinzen.

## Leben
Karl Florentin wurde als erster Sohn des Wild- und Rheingrafen Friedrich Magnus zu Salm-Dhaun-Neufville (1605–1673) und seiner Gemahlin Marguerite Thésart (Taisart, Tissart, dame des Essars et de Lasson, baronne de Tournebu, 1619–1670), einer Nichte des Kardinals Richelieu, geboren. Wie sein Vater, der Gouverneur von Sluis (1642), von Maastricht (1648) und ab 1665 General der Kavallerie war, beschritt er eine Militärkarriere, in deren Verlauf Wilhelm III. von Oranien ihn 1674 – während des Niederländisch-Französischen Kriegs – zum Generalleutnant (luitenant-generaal) ernannte. Am 14. Dezember 1657 heiratete Karl Florentin in Maastricht Marie Gabrielle de Lalaing (ca. 1640–1709), die Tochter des Grafen von Hoogstraten und Hornes († 1643) und der Isabelle de Ligne (1623–1678). Marie Gabrielle gebar sechs Kinder:
- Klara Eleonore Charlotte († 14. Juli 1700) ⚭ Maximilian Albert von Merode, Graf von Merode-Montfort (* 17. November 1662; † 4. August 1716)
- Friedrich II. Carl Magnus (* 28. Dezember 1658; † 29. Dezember 1696) ⚭ Brigitte Louise de Rubempré († 15. August 1730)
- Maria Margarete
- Albertine Isabella († 29. Januar 1715) ⚭ Charles Frederic de Spinola, Graf von  Bronay († 1709), Sohn des Philippe Spinola von Bruay
- Wilhelm Florentin (* 12. Mai 1670; † 6. Juni 1707), Feldmarschall-Lieutenant ⚭ Maria Anna von Mansfeld, Prinzessin von Fondi (* 16. Oktober 1680; † 16. Januar 1723), die Eltern von Nikolaus Leopold zu Salm-Salm
- Heinrich Gabriel (* 21. Juli 1674; † 15. Oktober 1716) ⚭ Marie Therese de Croy, Marquise de Warnecq († 18. Juni 1713), die Eltern von Johann Dominik und Philipp Joseph zu Salm-Kyrburg

Im Jahr 1659 trat Karl Florentin zum römisch-katholischen Glauben über. Er starb drei Wochen nach einer Verwundung, die er sich im August 1676 bei der Belagerung von Maastricht zugezogen hatte.

## Genealogie
Karl Florentin gilt zusammen mit seinem Vater als Begründer der „flandischen“ Linie bzw. Linie Neufville des Adelsgeschlechtes Salm, genannt die „Rheingrafen von Salm“. Sein zweiter Sohn Wilhelm Florentin begründete auf der Grundlage der mütterlichen Erbschaft Hoogstraten dabei den Ast „Salm-Hoogstraten“, aus dem das am 14. Januar 1739 durch Karl VI. gefürstete Haus Salm-Salm hervorging, deren erster Vertreter Nikolaus Leopold zu Salm-Salm war. Karl Florentins dritter Sohn Heinrich Gabriel begründete den Ast „Salm-Leuze“, aus dem das am 21. Februar 1743 durch Karl VII. gefürstete Haus Salm-Kyrburg entstand.

## Trendsetter
Nach seinem Adelstitel Rheingraf wurde ein bis ins 18. Jahrhundert beliebter Hosentyp Rheingrafenhose (französisch: Rhingrave) genannt. Es wird berichtet, dass sich Karl Florentin um 1660 als Gesandter der Generalstaaten am Hofe Ludwigs XIV. aufgehalten und dort durch seine rockartigen Beinkleider Aufsehen erregt habe. So sei das Tragen des Hosentyps als Modetrend entstanden. Ludwig XIV. trug die Rheingrafenhose zu zeremoniellen Anlässen.

## Grabmal
Eine Statue mit dem Abbild Karl Florentins wurde von dem flämischen Bildhauer Pieter Scheemaeckers (1640–1714) geschaffen. Sie beherrscht ein barockes Grabmal in der Katharinenkirche von Hoogstraten.